# 5-я гвардейская стрелковая дивизия
5-я гвардейская стрелковая Городокская ордена Ленина Краснознамённая ордена Суворова дивизия— соединение пехоты РККА во время и после Великой Отечественной войны. В годы Великой Отечественной войны дивизия участвовала в Московской битве, Ржевско-Сычёвской, Орловской, Брянской, Городокской, Белорусской, Гумбинненской и Восточно-Прусской наступательных операциях.

## История
107-я стрелковая дивизия была сформирована на территории Алтайского края РСФСР в 1939 году, являлась лучшей дивизией Красной армии. В формировании дивизии принимали участие казахстанцы.
Полки дивизии были расквартированы по населенным пунктам Алтайского края и в Барнауле на территории военного городка № 1.
С началом Великой Отечественной войны 24 июня 1941 года дивизия в составе 24-й армии (формирующейся в СибВО) и убыла на фронт. Включена в состав Фронта резервных армий (с 30.07.1941 — Резервный фронт), строила оборонительный рубеж в Дорогобужском районе Смоленской области.
26 сентября 1941 года за мужество, отвагу и героизм личного состава проявленные в боях под Ельней приказом НКО № 318 от 26.09.1941 года 107-я стрелковая дивизия была преобразована в 5-ю гвардейскую стрелковую дивизию. Дивизия после больших потерь была выведена на переформирование в резерв Западного фронта в район Вышнего Волочка (Калининской/Тверской области).
В действующей армии: 26.09.1941 — 22.04.1944, 28.05.1944 — 09.05.1945
Осенью 1941 года и зимой 1941/1942 годов в составе 49-й армии Западного фронта дивизия участвовала в оборонительных сражениях под Москвой.
Успешно действовала в ходе контрнаступления под Москвой и последующего общего наступления советских войск.

## Долгий октябрь 1941 года
4 октября 1941 года в районе Мценска, в полосе Брянского фронта, распоряжением Ставки ВГК были спешно сосредоточены резервные соединения и части, из которых был сформирован 1-й гвардейский стрелковый корпус (командир — генерал-майор Лелюшенко), в состав которого вошла и 107-я стрелковая дивизия. Однако, в связи с обострением обстановки на Западном фронте, в этот же день дивизия была переподчинена 49-й армии и её эшелоны направлены через Горбачёво (Тульской области) на Сухиничи (Калужской области).
5 октября началось выдвижение 107-й сд к Медыни (Калужской области) для нанесения удара в направлении Юхнова (Калужской области).
В начале октября героические действия дивизии, направленной в помощь 49-й армии (против наступающего 13-го армейского корпуса Германии) подтвердили справедливость присвоения ей гвардейского звания.
9 октября 1941 года дивизия вступила в бой на реке Угре в районе деревни Плетенёвка.
В ночь с 9 на 10 октября 1941 года дивизия получила приказ упорно оборонять рубеж река Угра, река Ока на фронте Дворец, Плетенёвка, Корекозево, Гремячево. Занятие оборонительного района дивизия должна была закончить к утру 10 октября. Дивизия почти трое суток с 10 по 12 октября 1941 года держала рубеж на широком фронте в районе Калуги.
Ей пришлось отражать фланговые удары танков и мотопехоты, вести борьбу с прорвавшимися в тыл в районе Староскаковское, Плетенёвка автоматчиками противника. Воины дивизии подбили и сожгли около тридцати вражеских танков. Но вышли все снаряды, и, как ни было тяжело, дивизии пришлось отойти.
12 октября дивизия с боями отошла на рубеж Лобаново, Калуга.
Дивизия попала в окружение в пригороде Калуги Турынино, но благодаря помощи 238-й стрелковой дивизии смогла выйти из него, отойдя на рубеж 14 км восточнее Калуги.
Перейдя по приказу командующего фронтом в контрнаступление к 16 часам 13 октября дивизия овладела рубежом Ермолово, Дворики, разъезд 82-й километр западнее Кукареки, освободила деревню Косарево.
14 октября дивизия вела безрезультатные бои за овладение Калугой, в конце дня отошла на рубеж Новая Ильинка, Ястребовка, Слободка, Воскресенское.
В связи с большими потерями дивизия получила приказ перейти к обороне на рубеже Андреевское, Желябужский, Некрасово, Бебелево, Митюково.
15 октября 1941 года дивизия находилась на рубеже Михайловка, Стопкино, 3 км севернее Елькино, Мелеховский. В течение дня оставила железнодорожную станцию Средняя и к исходу дня отошла в район Букреевка, Ивашево.
19 октября 1941 года дивизия оборонялась на рубеже Ратново, Большое Савватеево, Салопенки, Шипово, Зайцево. 21 октября была сменена частями 238-й стрелковой дивизией и отправлена пешим ходом на станцию Тарусскую.
24 октября 1941 года, в связи с форсированием противником реки Таруса была переброшена в район Тарусы.
25 октября дивизия выступила в район Серпухова, оставив 1 батальон защищать рубеж Бехово, Велегож.
26 октября дивизия после огромных потерь была пополнена до 10.000 человек и заняла рубеж Верхнее Шахлово, Новинки, Калиново.
27 октября 1941 года 1 полк дивизии сосредоточен в районе Иваньково.
28 октября дивизия получила приказ сосредотачиваться для наступления в районе Гурьево.
29 октября части дивизии остановили противника на рубеже 14 километров западнее Серпухова, восточнее Тарусы, западная окраина Алексина.
30 октября дивизия заняла дополнительный участок обороны по северному берегу реки Протва от отметки 128,6 до Гурьево.

## Ноябрь 1941 года
С 1 ноября в течение 2-х недель дивизия вела напряжённые бои с 17-й пехотной дивизией противника. Они не прекращались ни днём, ни ночью. Раненые не покидали поля боя, артиллеристы и пулемётчики при явной угрозе окружения не отходили, погибая у своих орудий и пулемётов. Дивизия с большим трудом и жертвами сдерживала натиск врага. Только стойкость, массовый героизм, проявленные личным составом дивизии, позволили остановить врага.
4 ноября 1941 года дивизия сдерживала атаки противника в результате которых вынуждена была отойти на 1-1,5 километра от рубежа Воронино, Сенятино, Малеево, к концу дня вновь вступив в бои за Воронино, овладела этим населённым пунктом и захватила в качестве трофеев 5 орудий, 7 станковых пулемётов и много личного оружия.
К 7 ноября 1941 года дивизия вела бои в районе Высокое, в течение следующего дня освобождала данный район от мелких групп противника.
10 ноября 1941 года части дивизии отбили попытку форсирования реки Ока на участке Таруса, Дракино.
13 ноября потеснив ослабленную дивизию, противник овладел рубежом Высокое, Сенятино, Екатериновка, Павловка.
14 ноября дивизия вела бои на рубеже Воронино, Сенятино, вторично освободив населённый пункт Сенятино.
А 15 ноября дивизия, пополненная людьми и техникой, уже участвовала в контрударе. Дивизии было приказано наступать на фронте Воронино, Воронцовка, затем, проведя перегруппировку, прикрыть правый фланг 2-го кавалерийского корпуса. Дивизия, обойдя район Высокое с севера и юга, вела бои на рубеже дороги между Высокое и Семкино.
16 ноября овладела станцией Трояново и вела бои за Высокое. Хотя контрудар не достиг своих целей, действия дивизии позволили плотно прикрыть правый фланг 49-й армии.
17 ноября дивизия вышла на рубеж станция Трояново, железная дорога (ныне не существующая узкоколейная железная дорога) западнее Высокое.
18 ноября 1941 года дивизия овладела селом Трояново и после ожесточённых боев выбила противника из района Высокое, соовместно с 415-й стрелковой дивизией окружила Семкино.
19 ноября один из полков дивизии попал в окружение на станции Трояново.
24 ноября дивизия отразила контрудар противника на Высокое.
В конце ноября дивизия обороняла в первом эшелоне 49-й армии серпуховское направление, направив 1 батальон на охрану восточного берега реки Ока от Серпухова до Алексина и 1 полк в распоряжение тульского участка обороны.
28 ноября дивизия получила приказ оборонять рубеж разъезд Буриново, села Высокое, Сенятино,Боровна , не допустить прорыва танков и пехоты противника на Калугино и Шатово и подготовить противотанковые опорные пункты.
29 ноября дивизия занимала рубеж железная дорога, Высокое, Сенятино.

## Декабрь 1941 года
В середине декабря, сосредоточивая основные усилия в направлении Троицкое, Гостешево, дивизия во взаимодействии с 194-й и 60-й стрелковыми дивизиями должна была уничтожить опорные пункты противника в Троицком, Новосёлках, Юрятино, овладеть рубежом Высокиничи, Оболенское, а затем наступать в направлении Ерденево.
15 декабря дивизия вела частичное наступление в направлении Воронцовка, Нижняя Вязовня и в направлении Остров.
17 декабря 1941 года дивизия перешла в наступление, вела бой в лесном массиве к западу и юго-западу от рубежа Высокое, Малеево.
18 декабря дивизия заняла Высокое и вышла к железной дорогу в 3 километрах западнее Сенятино.
19 декабря дивизия получила новый приказ сковывая противника на участке Буриново, Малеево не допустить переброски резервов противника в южном направлении.
20-22 декабря 1941 года дивизия отводилась в резерв армии в район Салтыково, Больсуново.
24 декабря дивизия сосредоточилась в районе Петрищево с задачей с утра 25 декабря следовать в район Недельное. Из-за плохих погодных условий дивизия задержалась на марше и понесла большие потери от авиации противника.
25 декабря дивизия находилась в районе Недельное.
К 30 декабря 1941 года два полка дивизии вышли на рубеж Ожогино, Воробьёво и южнее, где отбивали ряд атак противника.
Частям дивизии пришлось драться на указанном рубеже в условиях отрыва неприятелем её тылов и части артиллерии.
Ударом 30-й стрелковой бригады из района Потопкино в направлении Ушаково заслон немцев был прорван, обозы, артиллерия и часть штаба 5-й гвардейской стрелковой дивизии, находившиеся в Верховье, были пропущены.

## 1942 год
До 4 января дивизия вела бой на линии железной дороги севернее Детчино на участке Воробьёво, Михеево,
8 января освободила Мотякино,
а к 9 января вышла в район Мотякино, Васисово, Михеево, откуда по новому плану командования армии должна была, действовать в направлении на Бутырки, затем на Кондрово с целью уничтожения сосредоточенной там группировки противника.
Дивизия, первоначально встречая сравнительно небольшое огневое сопротивление противника, к исходу 9 января вела бой на подходе к Некрасово.
Бой длился до 11 января. Немецко-фашистские войска в районе Некрасово оказали сильное сопротивление.
В первой половине дня 11 января их упорство было сломлено, и части дивизии овладели Некрасово.
Ранее 10 января 1942 года дивизии удалось освободить Машкино и Бутырки.
С целью захвата дороги Кондрово — Медынь с утра 11 января командиром дивизии был выслан лыжный батальон в направлении Адамовское, а основные части дивизии освободили Желтыкино.
В течение 11 января 1942 года и первой половины дня 12 января наиболее упорный бой пришлось выдержать дивизии за Маковцы и Андреевку.
Особенно ожесточённое сражение произошло в Андреевке, где противник дрался буквально за каждое здание. Бой за этот пункт длился в течение 2-х дней.
Только к исходу дня 13 января удалось сломить сопротивление немцев и овладеть Маковцами и Андреевкой, после чего наступление частей дивизии развивалось в направлении Адамовское, Акишево.
15 января дивизия блокировав частью сил Кондрово, двумя полками обойдя Адамовское и Прудново продолжила наступление, достигнув к 12 часам района Петлино, Обухово, освободила Обухово и вступила в бой за освобождение Адамовского.
16 января 1942 года дивизия наступала на Никольское в обход Кондрово с севера, прикрываясь со стороны Кондрово одним стрелковым полком, ведущим бои за северо-западную часть населённого пункта.
В районе Никольского дивизия встретила упорное сопротивление противника, поддержанного сильным миномётным огнём. Бои за Никольское продолжались до 18 января.
18 января дивизия вела бои на широком фронте за Никольское, Обухово, Дорохи, Запрудки, Косатынь, Прудново, северо-запад Кондрово.
19 января 1942 года дивизия освободила Никольское, Обухово, Косатынь, Прудново, затем Кондрово и продолжала преследовать противника, отходящего в западном и северо-западном направлениях, ведя бои за Дорохи, Запрудки.
С 20 января дивизия заняла Дорохи, Запрудки, Малиновскую, Амур-Ключ и вела боевые действия на линии Айдарово, Костино, Острожное, Богданово.
Особенно сильное сопротивление немцы оказали в Острожном, где частям дивизии 25 января пришлось вести уличный бой.
С 1 марта 1942 года дивизия наносила удар из района Лосинки в обход Юхнова с севера в направлении Лосинки, Питомник, Ступино на главном направлении наступления фронта.
7 марта 1942 года дивизия одним полком форсировала реку Угра восточнее Русиново и вела наступление на Русиново, обходя его с юга, а другим полком отбросила противника от Бельдягино на Городец и вела бои за овладение селом.
Дивизия принимала участие в освобождении городов Алексин (17.12.1941), Таруса (19.12.1941), Полотняный Завод (18.01.1942), Кондрово (19.01.1942), Юхнов (05.03.1942), форсировала реку Угра, освободила опорный пункт Красная Горка и вела активные действия на её западном берегу.
С 23 по 25 марта 1942 года дивизия проводила подготовку к наступлению на главном направлении удара 43-й армии.
26 марта 1942 года дивизия предприняла наступление в направлении Жары, Слободка.
В течение марта и апреля дивизия вела ожесточённые наступательные бои за овладение плацдармом на западном берегу реки Угра, в районе деревень Большое Устье — Красная Горка, в попытке прорыва к окружённой группе войск 33-й армии, в том числе с 29 марта по 17 апреля 1942 года за Красный Октябрь.
31 марта дивизия отразила контратаку противника силой 200 человек на Красную Горку.
23 апреля противник предпринял попытку уничтожить плацдарм, в том числе атакой 200 человек в красноармейской форме из района Красный Октябрь на боевые порядки дивизии. Частям дивизии удалось удержать занимаемые позиции.
3 мая 1942 года дивизия за героизм, проявленный личным составом в битве под Москвой, была награждена орденом Красного Знамени.
В мае-июне 1942 года дивизия из-за больших потерь была на переформировании, принимала пополнение, новое вооружение и проводила боевое слаживание в городе Медынь.
В августе-сентябре 1942 года дивизия принимала участие в Ржевско-Сычёвской операции Западного фронта.
Для усиления дивизии ей была временно подчинена 36-я отдельная стрелковая бригада под командованием полковника Щенникова А. А.. Дивизия многократно предпринимала попытки форсировать реку Воря юго-восточнее Гжатска, но успеха не достигла.
14 августа дивизия вступила в бой за деревню Дубна, который продолжался до 15 августа.
16 августа была переброшена на новый участок и захватив 17 августа деревню Савинки вышла к Силенки.
18 августа дивизия освободила Силенки и вела бои за Фатейково, Холмино и Поповка.
19 августа дивизия вела бои за Фатейково, Холмино и Лопатино.
20 августа дивизия заняла оборону на рубеже Фатейково — Холмино — Уполозы — Балмасово — Занино.
21-22 августа 1942 года вела бои за деревню Уполозы.
23 августа сосредоточилась в Холмино, готовясь к наступлению на Уполозы, которое началось 24 августа.
25 августа 1942 года дивизия в очередной раз захватила Уполозы, подошла к Любаново, но была отброшена контратакой противника.
26 — 27 августа вела бои за Уполозы.
28 августа перешла к обороне в районе Поповка.
30 −31 августа вновь вела бои за Уполозы.
1 сентября, так и не сумев взять Уполозы повернула на деревню Шатеша.
2 сентября была отведена к Силенки на доукомплектование.

## 1943 год
С 1 по 10 марта 1943 года дивизия вела наступательные бои в ходе Ржевско-Вяземской наступательной операции.
Начав наступление дивизия в период с 3 по 5 марта освободила Петровки, Кордюково, Безмено, в период с 6 по 8 марта освободила Шатеша, Большое Полушино, Митино.
В июне — августе 1943 года в составе 11-й гвардейской армии (командующий генерал-полковник И. Х. Баграмян) была переброшена на Орловско-Курскую дугу, где принимала участие в Орловской наступательной операции «Кутузов».
13 июля 1943 года дивизия вышла к реке Вытебеть и овладела переправой через неё в районе села Дурнево.
15 июля 1943 года на левом фланге 11-й гвардейской армии дивизия была введена в бой на участке 36-го гвардейского корпуса, совершив обходный манёвр с юга, при содействии 84-й гвардейской дивизии освободила деревню Уколицы.
При этом был наголову разгромлен 112-й полк 25-й моторизованной дивизии немцев.
К 7.00 17 июля дивизия совместно с 84-й гвардейской дивизией окружила противника в Кирейково и уничтожила его гарнизон, к 9 часам вступив в бой за Середичи.
18 июля дивизия вела бой за овладение южным берегом реки Машок на участке устье реки Чечера — Рогозина в 13 километрах северо-западнее Болхова.
В течение дня части дивизии отразили несколько контратак противника, стремившегося захватить Верхнюю Радомку.
19 июля дивизия располагалась в 10 километрах северо-восточнее Болхова.
В дальнейшем до конца сражения дивизия обеспечивала оборону левого фланга армии.
За город происходили жестокие бои. Болхов был освобождён 29 июля 1943 года войсками 61-й армии при содействии соединений левого фланга 11-й гвардейской и 4-й танковой армий.
В сентябре — октябре 1943 года дивизия участвовала в Брянской операции.
Форсировав реку Десна южнее Брянска дивизия способствовала освобождению города частями Красной армии.
В октябре — декабре 1943 года в дивизия участвовала Городокской операции.
По плану операции дивизия должна была наносить вспомогательный удар на правом фланге 11-й гвардейской армии в группе под командованием генерал-майора А. С. Ксенофонтова.
С 18 по 23 декабря 1943 года дивизия осуществляла наступление на Городок с севера.
В ходе ночного штурма города нанесла решающий удар, позволивший рассечь обороняющие город войска на две части, в результате чего к полудню 24 декабря 1943 года Городок был полностью освобождён.
24 декабря 1943 года приказом Верховного Главнокомандующего № 51 за отличие в боях при овладении важным опорным пунктом обороны врага на витебском направлении — городом Городок дивизия удостоена почётного наименования Городокской.

## 1944 год
1 января 1944 года дивизия наступала в районе Короли, Угляне, Горяне.
3 января 1944 года заняла позиции для наступления в районе Козлы, Короли, Угляне.
С 4 по 6 января наступала в направлении Короли — Бондарево, освободила Бондарево и отбила контратаку противника из района Машкино.
8 января дивизия занимала позиции в районе Козлы, Короли, Угляне, Клюи-1-е, Сивцова.
С 10 по 12 января 1944 года дивизия отразила 3 контратаки противника.
13 января дивизия вновь перешла в наступление, но была остановлена артиллерийско-миномётным огнём противника и закрепилась на прежних рубежах.
22 января 1944 года войска дивизии сменили части 83-й гвардейской стрелковой дивизии и заняли рубеж Козлы, Короли, Угляне, Клюи-1-е, озеро Лосвида, Заборцы, имея во 2-м эшелоне 12-й гвардейский стрелковый полк в районе Подорское.
25 января в результате перегруппировки дивизия заняла район Иваново, Ткачи, Подорское, Козлы, Короли, Угляне, Клюи-1-е, Заборцы.
30 января дивизия получила пополнение в размере 1.900 человек.
3 февраля 1944 года дивизия освободила Кисляки, 4 февраля Козлы и Шарки.
5 февраля 1944 года дивизия вела бои за Козлы, Михали, Голубово.
В ночь с 7 на 8 февраля дивизия сдала рубеж наступления частям 83-й гвардейской стрелковой дивизии и отошла в район Машкино, Полойники.
12 февраля снова сменили части 83-й гвардейской стрелковой дивизии и заняли рубеж Козлы, Шарки, Городище, Кисляки.
21 февраля 1944 года дивизия сдала полосу обороны Козлы, Бондарево, Угляны 179-й стрелковой дивизии и совершила марш по маршруту Козлы — Иваново — Стайки — Смоляки — Великое Село — Перевоз — Замошица — Куксиха.
В апреле 1944 года дивизия была перебазирована в район северо-восточнее Орши.
В июне — июле 1944 года в ходе Витебско-Оршанской наступательной операции, Минской наступательной операции и Вильнюсской наступательной операции дивизия прорвала подготовленную оборону противника на оршанском направлении в районе Осинторф, стремительно развивала наступление вдоль Минского шоссе, освободила населённые пункты Толочин, Холопеничи, Крупки, с ходу форсировала реку Березина у села Юшкевичи.
Особенно трудно было частям дивизии преодолеть заболоченную долину реки Сха на подступах к Борисову.
Сбив противника с рубежа Схи и южнее, дивизия поздно вечером атаковала врага на восточной окраине города.
Начались ожесточённые уличные бои, часто доходившие до рукопашных схваток.
Во взаимодействии с другими соединениями 11-й гвардейской и 31-й армий 1 июля 1944 года дивизия освободила Борисов.
7 июля 1944 года дивизия вступила на территорию Литвы. Обходя с юга Вильнюс дивизия наступала к реке Неман.
10 июля 1944 года за мужество и высокое воинское мастерство личного состава дивизия награждена орденом Суворова II степени.
12 июля части дивизии отразили крупную контратаку противника в районе станции Варена.
Продолжая наступление, части дивизии к 14 июля 1944 года вышли к реке Неман, форсировали её в районе Меречь и захватили плацдарм, с которого в июле — августе 1944 года наступали в ходе Каунасской наступательной операции.
К концу октября дивизия достигла советско-германской границы, 31 июля 1944 года был освобождён Лаздияй.
С октября 1944 года и до конца войны дивизия принимала участие в сражениях Восточно-Прусской наступательной операция. В ходе Гумбиннен-Гольдапской наступательной операции дивизия участвовала в прорыве укреплённого пограничного района противника на гумбинненском направлении, освобождении города Вирбалис.
2 октября 1944 года штаб дивизии располагался в населённом пункте Бояры.
По плану операции при поддержке танков и артиллерии дивизия должна была прорывать оборону противника на участке Кумец 1-й — Кунигишки-Ланкен и нанести главный удар в направлении Клайпуце — Мажуце.
В ночь на 15 октября 1944 года дивизия заняла исходное положение в 200—250 метрах от переднего края противника.
16 октября 1944 года первым в бой вступил разведывательный отряд дивизии.
В 11 часов дивизия с приданными ей 76-м гвардейским тяжелым танковым и 345-м тяжёлым самоходно-артиллерийским полками прорвала оборону немцев на фронте шириной в 2,5 км на участке Кумец 1-й — Ланкемишки и, овладев первой траншеей, быстро достигла второй, уничтожив на своём пути оставшиеся группы противника и его огневые средства.
В бою за Обелупе особенно удачно действовал 2-й батальон 12-го гвардейского стрелкового полка дивизии.
Совершив обходный манёвр, батальон окружил и полностью уничтожил в районе Обелупе немецкую роту вместе с офицерским составом, захватив при этом 12 пулемётов и взяв в плен 23 гитлеровца.
Это позволило дивизии продвинуться за день на 6 километров и выполнить поставленную командованием армии задачу.
17 октября дивизия вела наступление на Вирбалис с рубежа Кавкокальне — Кирше.
В этот же день в ходе ожесточённых боев был освобожден город Вирбалис.
18 октября 1944 года, разведав боем передний край вражеской обороны на фронте дивизии, сапёры к 24 часам проделали в заграждениях шесть проходов, изъяв более 600 противотанковых и до 800 противопехотных немецких мин.
Отличившаяся в этом деле сапёрная рота проделала под интенсивным артиллерийско-минометным огнём четыре прохода, обезвредив 389 противотанковых и более 400 противопехотных мин.
В ночном бою части дивизия стремительно атаковали вражеские укрепления и к рассвету, несмотря на яростное сопротивление противника, преодолели все три линии траншей.
Утром наступление началось под прикрытием сплошного огневого вала нашей артиллерии и миномётов.
И тем не менее немецко-фашистские части начиная с 10 часов неоднократно переходили в контратаки. Стремясь отбросить части дивизии и восстановить положение, гитлеровцы бросили из района Довгелайцы в контратаку до двух батальонов пехоты и 16 танков, но, понеся большие потери от огня нашей артиллерии, отошли.
Части дивизии уже в 15 часам 19 октября пересекли государственную границу на участке пограничных столбов № 111—114 и вышли к укреплённым позициям на линии Эжеркемен — Ромейкен.
Бой носил тяжелый и упорный характер.
Противник держал боевые порядки полков дивизии под непрерывным огнём.
Его артиллерия, ведя методический огонь, плотно преградила путь наступавшей пехоте. 4 раза гвардейцев контратаковала пехота с танками.
В 17 часов 40 минут над полем боя появились вызванные с командного пункта корпуса штурмовики 277-й и бомбардировщики 6-й гвардейской авиадивизий, которые в течение 20 минут буквально висели над вражескими укреплениями на рубеже обороны и в ближайшей глубине в районе Пешикен — Раудонен.
Одновременно наша артиллерия произвела массированный налёт по траншеям и огневым позициям артиллерийских батарей противника.
Преодолевая сопротивление немецкой пехоты и танков, дивизия к 20 часам овладела на своём левом фланге сильным опорным пунктом Ромейкен.
20 октября 1944 года дивизия не прекращала активных действий по штурму шталлупененской укреплённой позиции, однако овладеть Шталлупененом не смогла.
Продвинувшись на правом фланге и в центре всего на 1-2 км, части дивизии были остановлены противником.
К 16 часам 21 октября дивизии было приказано сосредоточиться в районе Вальтеркемена, Матцуткемена и Аустинлаукена.
К 24 часам дивизия сосредоточилась в районе Аустинлаукена, оставаясь единственным резервом армии.
В ночь на 22 октября 1944 года дивизия заняла исходную позицию для наступления на участке Иогеленен — Шестокен — Эллюшенен с задачей, наступая в общем направлении на Гросс Кольпакен, к исходу дня овладеть Даркеменом.
К 11 часам дивизия готовилась к наступлению с рубежа реки Роминте (южнее Вальтеркемена) на Эжергаллен.
В это же время 5-я танковая дивизия противника совершила контратаку с двух направлений, чем создала угрозу выхода в тыл наступавших соединений.
Для предотвращения прорыва войск противника в тыл армии дивизии было приказано атаковать прорвавшиеся части противника в направлении Буджеделен — Эггленишкен.
Начав наступление в 14 часов и выйдя всеми тремя полками к восточному берегу Роминте на участке Лангкишкен — Тексельн, дивизия прочно прикрыла этот рубеж, не дав противнику расширить фронт прорыва к востоку.
Затем, форсировав с боем реку Роминте, совместно с 84-й гвардейской дивизией к 20 часам продвинулась на 2-3 км, отбросив противника на рубеж Йокельн — Дакенен.
Здесь дивизия получила приказ командующего армией продолжать решительное наступление на Даркемен, овладеть им и к исходу дня выйти на фронт Камантен — Даркемен — Викишкен.
23 октября 1944 года дивизия обеспечивала с юга отход соединений армии за реку Роминте.
В 17 часов 24 октября дивизии было приказано занять оборону на рубеже Шестокен — Йоджен — Киаутен (на реке Роминте).

## 1945 год
В январе — апреле 1945 года приняла участие в Кенигсбергской операции, в ходе которой участвовала в штурме города-крепости Кёнигсберг и военно-морской базы Пиллау, боях за Велау.
Воины дивизии проявили высокое искусство при прорыве глубоко эшелонированной обороны противника с большим количеством долговременных сооружений.
Умело действовала дивизия и при овладении крупными городами.
20 января 1945 года дивизия сосредоточилась в районе Попелькена во втором эшелоне фронта с задачей готовиться к наступлению на Велау.
21 января 1945 года дивизия получила задачу перейти в наступление из-за правого фланга 26-й стрелковой дивизии, с целью к исходу дня 22 января овладеть Тапиау — важным опорным пунктом на стыке рек Дайме и Прегель.
Дивизия развернулась восточнее Гросс Ширрау и в 5 часов 22 января 1945 года после короткой артиллерийской подготовки с ходу форсировала реку Ауэр, отбросила немцев в западном направлении, но, подойдя к рубежу Парейкен — Вахлякен, была остановлена огнём противника и с ходу овладеть населёнными пунктами не смогла, продолжив наступление только в 7 часов после мощной артиллерийской подготовки.
Развивая наступление, дивизия с ходу форсировала реку Нене.
Продвинувшись с боями более чем на 12 км, части дивизии к 15 часам подошли к каналу Зибрун-Грабен.
На дальних подступах к Тапиау дивизия была остановлена сильным артиллерийско-миномётным огнём частей 548-й пехотной дивизии немцев.
В процессе наступления боевые порядки стрелковых полков значительно расстроились. Первоначально организованное взаимодействие между пехотой, артиллерией и самоходными установками нарушилось.
Большая часть артиллерии застряла на переправах через реку Нене и не могла существенно поддержать наступающие части.
Только после оказания поддержки армейской артиллерией дивизия сумела преодолеть сопротивление противника, овладеть Гросс Вайсензее и к 21 часу выйти к шоссе Грюнлиде — Велау на участке Гросс Михелау — Поппендорф.
В ночь на 23 января боевые действия ни на минуту не прекращались.
Гвардейцы дивизии, овладев с ходу крупным опорным пунктом и узлом дорог Грюнхайн, к 5 часам вышли на восточный берег Дайме в районе Тапиау.
С утра 23 января дивизия готовились к форсированию рек:
Дайме на юго-восточной окраине Тапиау и Прегель. В первой половине дня дивизия после 30-минутной артиллерийской подготовки начала форсирование рек Дайме и Прегель.
Дивизия наступала на Тапиау, имея в первом эшелоне 17-й и 21-й полки. В 13.30 правофланговый 17-й полк стремительным броском, несмотря на ожесточённый огонь и крайне слабый покров льда, преодолел реку и ворвался на юго-восточную окраину Тапиау.
Этот сравнительно небольшой город, расположенный на крутом западном берегу реки, немцы превратили в мощный опорный пункт, состоявший из системы долговременных огневых точек, траншей, проволочных заграждений и минных полей.
Рывок полка был удачен, но артиллерия и танки остались за рекой.
Этим воспользовались немцы и контратаковали передовые подразделения 17-го полка батальоном пехоты и десятью танками.
Гвардейцы в этот напряжённый момент располагали только противотанковыми ружьями и гранатами, но они мужественно встретили врага. Немцы отошли.
17-й полк полностью переправился на западный берег Дайме. Полк продолжал атаковать гитлеровцев, засевших в каменных домах и дотах. Гвардейцы блокировали 12 дотов, заняли район больницы, израсходовав значительные силы.
По этой причине овладеть южной частью города полностью полк не смог. К тому же, имея в Тапиау до полка пехоты и более 20 танков и штурмовых орудий, противник оказывал ожесточённое огневое сопротивление и непрерывно контратаковал.
С наступлением темноты 17-й полк был выведен во второй эшелон дивизии, в район Шаберау, передав участок наступления частям 94-го стрелкового корпуса. 2 батальона 21-го полка к 14 часам форсировали реку Прегель юго-восточнее Тапиау и захватили небольшой плацдарм глубиной 50-60 м на её южном берегу. Попытки продвинуться дальше успеха не имели.
Артиллерия дивизии, действовавшая с северного берега реки, не могла вести прицельного огня по дотам. Последние пришлось уничтожать штурмовым группам.
Штурмовые группы действовали здесь по заранее отработанному плану. Вначале они уничтожили 3 больших дота, которые мешали продвижению полка, и засевших в окопах автоматчиков.
Полк после этого прорвал передний край обороны противника, но дальше на юг ему противодействовали упорно сопротивлявшиеся части 548-й пехотной дивизии, усиленные танками.
Командир дивизии решил усилить удар 12-м стрелковым полком. Развернувшись в 17 часов южнее Шаберау, полк форсировал Прегель и ворвался в первую траншею немцев западнее Маготтена. Но уже во второй траншее он был встречен сильным огнём и остановлен. Расширить плацдарм на южном берегу реки в этот день так и не удалось. 25 января 1945 года дивизия овладела Генсляк, создав возможность для ввода в бой второго эшелона 11-й гвардейской армии. До 11 часов дивизия с переменным успехом вела бои за овладение опорным пунктом Прегельсвальде. Наступавшие вместе с 43-й гвардейской бригадой тяжелых танков части ворвались в Гауледен, заняли Линденберг и подошли к восточной окраине Гросс Линденау, но взять этот городок с ходу не смогли.
К 12 часам десант 17-го полка дивизии совместно с частями 16-й гвардейской дивизии и 2-го гвардейского танкового корпуса овладел населённым пунктом Линкенен. Обстановка усложнилась тем, что немцы силами двух батальонов при поддержке 8-и танков и 12-и бронетранспортеров в 15 часам внезапной атакой во фланг с юга, из района Беренбрух, отбили Линденберг, потеснив 12-й полк.
Командиру дивизии пришлось ввести в бой дополнительно 21-й полк, который, приняв на себя часть удара, помог 12-му полку вновь овладеть Линденбергом.
В то же время 17-й полк при поддержке 25-й гвардейской бригады 2-го гвардейского танкового корпуса атаковал Гросс Линденау с севера и после упорного боя овладел им.
Это был успех, но неполный, противник отступил на новые укреплённые позиции. К 20 часам частями дивизии при поддержке танков был взят Гросс Оттенхаген.
Трофеями гвардейцев стали 15 орудий 105-мм калибра. 26 января дивизия атаковала крупный опорный пункт Фуксберг, который обороняли три батальона пехоты, 27 танков и бронетранспортеров. 27 января 1945 года дивизия преодолела с боем 6-8 км и во взаимодействии со 2-м гвардейским танковым корпусом овладела населённым пунктом Борхерсдорф.
На 19 марта 1945 года дивизия располагалась в 1-м эшелоне армии на участке от реки Прегель до Альтенберга.
В конце марта в соответствии с разработанным планом штурма Кенигсберга дивизия была выведена во 2 эшелон армии.
6 апреля 1945 года в ходе штурма Кенигсберга дивизии было приказано развернуться из-за левого фланга 26-й дивизии и нанести удар на Зюдпарк. В течение дня части дивизии вели бои за железнодорожное депо и другие пристанционные строения.
7 апреля 1945 года дивизия в тяжёлом бою второй раз выбила немцев из района паровозного депо. Продолжая наступать, части дивизии при активной поддержке авиации к 12 часам достигли Зюдпарка, где встретили сильное огневое противодействие фортов. Овладев артиллерийским заводом и рядом других предприятий, дивизия приступила к штурму фортов, окружавших Зюдпарк.
8 апреля после многочисленных атак дивизии удалось прорвать оборону противника и выйти на юго-восточную окраину города к реке Прегель южнее острова.
9 апреля с началом общей артиллерийской подготовки главные силы дивизии переправились на противоположный берег реки Прегель к юго-востоку от главного почтамта на участке от лесопильного завода до острова. Дивизия получила приказ в 19.45 начать наступление на запад, в обход с севера пруда Шлосс-Тайх, однако в связи с капитуляцией гарнизона приказ был отменен.
25 апреля 1945 года приказом ВГК дивизии была объявлена благодарность за взятие Пиллау.
Завершающим этапом боевого пути дивизии было участие в разгроме земландской группировки немецких войск. 25 — 27 апреля 1945 дивизия форсировала пролив Зеетиф, соединяющий Балтийское море с заливом Фришес-Хафф. С 28 апреля по 5 мая 1945 года принимала участие в разгроме противника на косе Фрише-Нерунг.

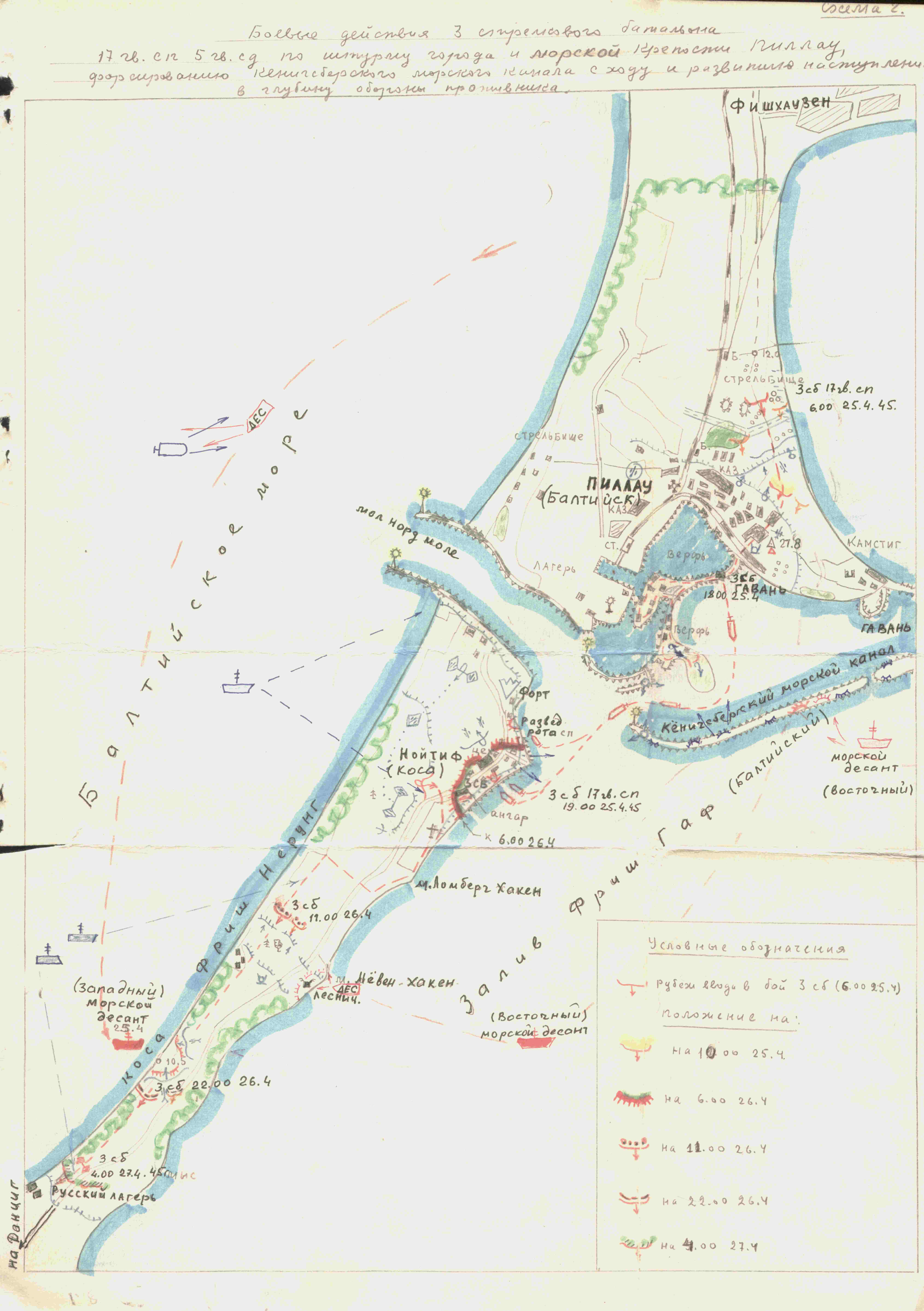
Боевые действия 3-го сб 17 гв. сп 5 гв. сд (комбат А.Дорофеев) в штурме Пиллау(Балтийск), при форсировании пролива Зеетиф, высадке десанта и захвате плацдарма на косе Фрише-Нерунг.

25 апреля 1945 года дивизии был отдан приказ совершить удар из глубины. Дивизия вела бой по уничтожению очагов сопротивления на мысе юго-восточнее Пиллау, затем первой подошла к району гавани и захватила несколько самоходных барж с экипажами и лодки разных видов. Командир дивизии в срочном порядке организовал форсирование пролива Зеетиф. После того как был дан сигнал начать форсирование под прикрытием артиллерийского заградительного огня и мощного удара тяжёлых бомбардировщиков на широком фронте амфибии с гвардейцами 2-го батальона 17-го стрелкового полка вошли в воды пролива. Амфибии, под прикрытием огня пулемётов и орудий десантов на больших скоростях, поднимая буруны, стремительно плыли к вражескому берегу. Вторым рейсом на лодках, катерах и баржах переправлялись главные силы полка. На воде показались паромы с танками и орудиями. А среди них катер, на котором находились командир и начальник политотдела дивизии. В это время противник открыл мощный пулемётно-артиллерийский огонь с фортов и боевых кораблей по проливу и пунктам паромных переправ. Химическая служба 11-й гвардейской армии ввела в действие дымовые точки: две подвижные на полуглиссерах, четыре на плотах и несколько неподвижных на берегу. Противник заранее построил вдоль берега доты и дзоты, отрыл несколько рядов траншей. В седловинах между дюнами среди низкорослых сосен стояли миномётные и артиллерийские батареи. Взвод пехоты переправленный на 1-й амфибии, с ходу выбил отчаянно сопротивлявшихся немцев из первой траншеи. Когда 1-й эшелон захватил несколько траншей, немцы контратаковали его, стремясь сбросить в море. Однако гвардейцы не отступили, выдержали удар. Все, кто был способен стрелять, стреляли, остальные набивали патронами пулеметные ленты. Даже тяжелораненые отказывались уходить в укрытие. Первые гвардейцы, захватившие плацдарм на косе, — Егор Игнатьевич Аристов, Савелий Иванович Бойко, Михаил Иванович Гаврилов, Степан Павлович Дадаев, Николай Николаевич Дёмин и Василий Александрович Ерёмушкин были удостоены звания Героя Советского Союза. Нелегко было частям дивизии форсировать пролив. Не всем плавсредствам с десантом на борту удалось доплыть до косы, немало гвардейцев добиралось до берега вплавь или на подручных средствах. Глубокой ночью части дивизии переправились через пролив и захватили плацдарм в северо-восточной части косы. Коса Фрише-Нерунг, отделяющая море от залива Фришес-Хафф, имеет в длину около 60 км, ширина на всем протяжении довольно часто меняется и колеблется от 300 м до 2 км. Используя выгодную для обороны местность, немецко-фашистское командование создало на косе довольно плотную группировку войск и организовало глубокую оборону, поддержанную огнём всех видов. На косе оборонялись 83-я, 58-я, 50-я, 14-я и 28-я немецкие пехотные дивизии, многочисленные части различного назначения, отдельные батальоны и до 15 танков и штурмовых орудий. Их поддерживало до 30 батарей полевой и береговой артиллерии, 12 батарей зенитной артиллерии, использовавшихся для стрельбы по наземным целям.
Заняв к утру 26 апреля северное побережье косы Фрише-Нерунг, части дивизии выбивали противника из укреплений, которых на косе оказалось значительно больше, чем предполагалось. К 11 часам 26 апреля они овладели опорным пунктом Нойтиф.
За мужество и отвагу, проявленные при форсировании пролива Зеетиф, высадке десанта на косу Фрише-Нерунг 17 гвардейцев дивизии были удостоены звания Герой Советского Союза. 12 военнослужащих были из 17-го гв. сп, в том числе 8 воинов из 3-го стрелкового батальона гвардии майора Анатолия Дорофеева. А сам командир батальона Дорофеев получил звание Героя Российской Федерации только через 50 лет в 1995 году.
В период с 27 по 30 апреля части дивизии должны были не прекращая боевых действий передать свой участок наступления 18-й гвардейской дивизии и занять оборону вдоль побережья. Здесь закончились боевые действия дивизии в Великой Отечественной войне.
17 мая 1945 года за образцовое выполнение заданий командования в боях с фашистскими захватчиками при овладении городом и крепостью Кёнигсберг и проявленные при этом доблесть и мужество Указом Президиума Верховного Совета СССР награждена орденом Ленина.

### Послевоенный период
После расформирования 8-го гвардейского стрелкового корпуса в июле 1945 года дивизия вошла в состав Особого военного округа с номером военной части 08618 и дислокацией в Калининграде. В феврале 1946 года после ликвидации Особого военного округа дивизия вошла в состав Прибалтийского военного округа. С конца 1946 и по июль 1956 года дивизия находилась в составе 36-го гвардейского стрелкового корпуса 11-й гвардейской армии с дислокацией в Гвардейске. В 1957 году дивизия была преобразована в 5-ю гвардейскую мотострелковую дивизию. 1 июля 1959 года дивизия была расформирована. Её 12-й гвардейский мотострелковый полк был передан в состав 1-й гвардейской мотострелковой дивизии.

### Почётные наименования и награды
- 3 мая 1942 года —  Орден Красного Знамени — за образцовое выполнение боевых заданий командования на фронте борьбы с немецкими захватчиками (в битве под Москвой) и проявленные при этом доблесть и мужество. Указ Президиума Верховного Совета СССР от 3 мая 1942 года.[20]
- 3 мая 1943 года — награждена Красным Знаменем Монгольской Народной Республики.
- 24 декабря 1943 года — почётное наименование «Городокская» — присвоено за отличие в боях при овладении важным опорным пунктом обороны немецких войск на витебском направлении городом Городок.Приказ Верховного Главнокомандующего от 24 декабря 1943 года.
- 10 июля 1944 года —  Орден Суворова II степени — награждена указом Президиума Верховного Совета СССР от 10 июля 1944 года за образцовое выполнение заданий командования в боях с немецкими захватчиками при форсировании реки Березина, за овладение городом Борисов и проявленные при этом доблесть и мужество.[21]
- 17 мая 1945 года —  Орден Ленина — награждена указом Президиума Верховного Совета СССР от 17 мая 1945 года за образцовое выполнение заданий командования в боях с немецкими захватчиками при овладении городом и крепостью Кёнигсберг и проявленные при этом доблесть и мужество.[22]

Награды частей дивизии:
- 12-й гвардейский стрелковый Краснознамённый[24] полк
- 17-й гвардейский стрелковый ордена Суворова[24] полк
- 21-й гвардейский стрелковый Краснознамённый[25] полк
- 24-й гвардейский артиллерийский ордена Кутузова[26] полк

## Состав
- 12-й гвардейский стрелковый полк, ранее 586-й стрелковый полк (командир — полковник Некрасов 4.1941-11.1941, затем майор Г. К. Зайцев (04.06.1942-14.04.1943))
- 17-й гвардейский стрелковый полк (ранее 630-й стрелковый полк)
- 21-й гвардейский стрелковый полк, ранее 765-й стрелковый полк
- 24-й гвардейский артиллерийский полк
- 26-й гвардейский миномётный дивизион (до 20.10.1942)
- 10 гвардейский истребительный противотанковый дивизион (ком-р д-на капитан Романов (8.1943)) / 10-й гвардейский отдельный самоходный артиллерийский дивизион (ком-р / нш д-на капитан Клименко Василий Георгиевич (5.1944));
- 1-я (160-я) гвардейская разведывательная рота
- 6-й отдельный гвардейский сапёрный батальон
- 7-й отдельный гвардейский батальон связи (7-я гвардейская отдельная рота связи)
- 377 (4-й) медико-санитарный батальон
- 3-я отдельная гвардейская рота химической защиты
- 474 (2-я) отдельная автотранспортная рота
- 488 (8-я) полевая хлебопекарня
- 491 (9-й) дивизионный ветеринарный лазарет
- 486-я полевая почтовая станция
- 243-я полевая касса госбанка[27]
- дивизионная газета «Красноармейская Правда»

## Подчинение
| Дата            | Фронт (округ)           | Армия                  | Корпус (группа)                    | Примечания               |
| --------------- | ----------------------- | ---------------------- | ---------------------------------- | ------------------------ |
| 01.10.1941 года | Западный фронт          | -                      | -                                  | -                        |
| 01.11.1941 года | Западный фронт          | 49-я армия             | -                                  | -                        |
| 01.12.1941 года | Западный фронт          | 49-я армия             | -                                  | -                        |
| 01.01.1942 года | Западный фронт          | 49-я армия             | -                                  | -                        |
| 01.02.1942 года | Западный фронт          | 49-я армия             | -                                  | -                        |
| 01.03.1942 года | Западный фронт          | 49-я армия             | -                                  | -                        |
| 01.04.1942 года | Западный фронт          | 43-я армия             | -                                  | -                        |
| 01.05.1942 года | Западный фронт          | 43-я армия             | -                                  | -                        |
| 01.06.1942 года | Западный фронт          | -                      | 7-й гвардейский стрелковый корпус  | -                        |
| 01.07.1942 года | Западный фронт          | -                      | 7-й гвардейский стрелковый корпус  | -                        |
| 01.08.1942 года | Западный фронт          | -                      | 7-й гвардейский стрелковый корпус  | -                        |
| 01.09.1942 года | Западный фронт          | 33-я армия             | 7-й гвардейский стрелковый корпус  | -                        |
| 01.10.1942 года | Западный фронт          | 33-я армия             | 7-й гвардейский стрелковый корпус  | -                        |
| 01.11.1942 года | Западный фронт          | 33-я армия             | 7-й гвардейский стрелковый корпус  | -                        |
| 01.12.1942 года | Западный фронт          | 33-я армия             | 7-й гвардейский стрелковый корпус  | -                        |
| 01.01.1943 года | Западный фронт          | 33-я армия             | -                                  | -                        |
| 01.02.1943 года | Западный фронт          | 33-я армия             | 7-й гвардейский стрелковый корпус  | -                        |
| 01.03.1943 года | Западный фронт          | 33-я армия             | 7-й гвардейский стрелковый корпус  | -                        |
| 01.04.1943 года | Западный фронт          | 33-я армия             | 7-й гвардейский стрелковый корпус  | -                        |
| 01.05.1943 года | Западный фронт          | -                      | -                                  | -                        |
| 01.06.1943 года | Западный фронт          | 11-я гвардейская армия | -                                  | -                        |
| 01.07.1943 года | Западный фронт          | 11-я гвардейская армия | 36-й гвардейский стрелковый корпус | -                        |
| 01.08.1943 года | Брянский фронт          | 11-я гвардейская армия | 36-й гвардейский стрелковый корпус | -                        |
| 01.09.1943 года | Брянский фронт          | 11-я гвардейская армия | 36-й гвардейский стрелковый корпус | -                        |
| 01.10.1943 года | Брянский фронт          | 11-я гвардейская армия | 36-й гвардейский стрелковый корпус | -                        |
| 01.11.1943 года | 2-й Прибалтийский фронт | 11-я гвардейская армия | 8-й гвардейский стрелковый корпус  | -                        |
| 01.12.1943 года | 1-й Прибалтийский фронт | 11-я гвардейская армия | 8-й гвардейский стрелковый корпус  | -                        |
| 01.01.1944 года | 1-й Прибалтийский фронт | 11-я гвардейская армия | 8-й гвардейский стрелковый корпус  | -                        |
| 01.02.1944 года | 1-й Прибалтийский фронт | 11-я гвардейская армия | 8-й гвардейский стрелковый корпус  | -                        |
| 01.03.1944 года | 1-й Прибалтийский фронт | 11-я гвардейская армия | 8-й гвардейский стрелковый корпус  | -                        |
| 01.04.1944 года | 1-й Прибалтийский фронт | 11-я гвардейская армия | 8-й гвардейский стрелковый корпус  | -                        |
| 01.05.1944 года | Резерв Ставки ВГК       | 11-я гвардейская армия | 8-й гвардейский стрелковый корпус  | -                        |
| 01.06.1944 года | 3-й Белорусский фронт   | 11-я гвардейская армия | 8-й гвардейский стрелковый корпус  | -                        |
| 01.07.1944 года | 3-й Белорусский фронт   | 11-я гвардейская армия | 8-й гвардейский стрелковый корпус  | -                        |
| 01.08.1944 года | 3-й Белорусский фронт   | 11-я гвардейская армия | 8-й гвардейский стрелковый корпус  | -                        |
| 01.09.1944 года | 3-й Белорусский фронт   | 11-я гвардейская армия | 8-й гвардейский стрелковый корпус  | -                        |
| 01.10.1944 года | 3-й Белорусский фронт   | 11-я гвардейская армия | 8-й гвардейский стрелковый корпус  | -                        |
| 01.11.1944 года | 3-й Белорусский фронт   | 11-я гвардейская армия | 8-й гвардейский стрелковый корпус  | -                        |
| 01.12.1944 года | 3-й Белорусский фронт   | 11-я гвардейская армия | 8-й гвардейский стрелковый корпус  | -                        |
| 01.01.1945 года | 3-й Белорусский фронт   | 11-я гвардейская армия | 8-й гвардейский стрелковый корпус  | -                        |
| 01.02.1945 года | 3-й Белорусский фронт   | 11-я гвардейская армия | 8-й гвардейский стрелковый корпус  | -                        |
| 01.03.1945 года | 3-й Белорусский фронт   | 11-я гвардейская армия | 8-й гвардейский стрелковый корпус  | Земландская группа войск |
| 01.04.1945 года | 3-й Белорусский фронт   | 11-я гвардейская армия | 8-й гвардейский стрелковый корпус  | Земландская группа войск |
| 01.05.1945 года | 3-й Белорусский фронт   | 11-я гвардейская армия | 8-й гвардейский стрелковый корпус  | -                        |

## Командование

### Командиры дивизии
- Миронов, Павел Васильевич, полковник, с 10.01.1942 генерал-майор — (26.09.1941 — 23.04.1942)
- Ерохин, Михаил Емельянович, полковник, с 03.05.1942 генерал-майор — (24.04.1942 — 03.09.1942)
- Оборин, Иван Иванович, гвардии подполковник, (05.09.1942 — 25.09.1942)
- Павлов, Алексей Кузьмич, гвардии полковник, с 27.11.1942 гвардии генерал-майор — (04.09.1942 — 26.02.1943)
- Солдатов, Николай Лаврентьевич, гвардии полковник, с 15.09.1943 гвардии генерал-майор — (27.02.1943 — 13.04.1944)
- Кравцов, Николай Иванович, гвардии полковник — (14.04.1944 — 09.05.1944)
- Волков, Николай Львович, гвардии полковник — (10.05.1944 — 06.01.1945)
- Петерс, Георгий Борисович, гвардии генерал-майор — (07.01.1945 — 09.05.1946)
- Пронин, Михаил Андреевич, гвардии генерал-майор — (10.05.1946 — 05.1947)
- Улитин, Иван Ильич, гвардии генерал-майор — (05.1947 — 02.1956)

### Заместители командира
- Мальцев, Андрей Прокофьевич, гвардии подполковник — (??.04.1942 — 24.05.1942)
- Оборин, Иван Иванович, гвардии подполковник — (03.09.1942 — 04.10.1942)
- Кравцов, Николай Иванович, гвардии полковник — (06.04.1943 — 30.10.1945)
- Горелик, Цаллер Абрамович, гвардии полковник — (01.11.1945 — ??.07.1946)

### Начальники штаба
- Малошицкий, Исаак Яковлевич, подполковник (??.12.1941 — 31.03.1942)
- Толстиков, Павел Фёдорович, гвардии подполковник, с 19.06.1943 гвардии полковник — (08.03.1943 — 28.12.1943)
- Чернов, Яков Васильевич, гвардии подполковник, с 29.04.1945 гвардии полковник — (21.01.1944 — не ранее 1946 года)

## Отличившиеся воины дивизии
За годы войны 13 743 воина дивизии награждены орденами и медалями, 28 удостоены звания Герой Советского Союза и один звания Герой Российской Федерации, двое стали кавалерами ордена Славы 3-х степеней.
- Аристов, Егор Игнатьевич, гвардии сержант — телефонист роты связи 17-го гвардейского стрелкового полка
- Банкузов, Анатолий Иванович, гвардии подполковник — командир 17-го гвардейского стрелкового полка
- Бендеберя, Фёдор Кузьмич, гвардии лейтенант — командир взвода противотанковых ружей 1-го стрелкового батальона 12-го гвардейского стрелкового полка
- Бойко, Савелий Иванович, гвардии старшина — командир отделения связи миномётной батареи 17-го гвардейского стрелкового полка
- Гаврилов, Михаил Иванович, гвардии рядовой — стрелок 17-го гвардейского стрелкового полка
- Дадаев, Степан Павлович, гвардии рядовой — стрелок 17-го гвардейского стрелкового полка
- Дёмин, Николай Николаевич, гвардии младший сержант — наводчик орудия 17-го гвардейского стрелкового полка
- Демяновский, Сергей Григорьевич, гвардии полковник — командующий артиллерией
- Дорофеев, Анатолий Васильевич, гвардии майор — командир 3-го стрелкового батальона 17-го гвардейского стрелкового полка
- Ерёмушкин, Василий Александрович, гвардии младший сержант — комсорг 3-го стрелкового батальона 17-го гвардейского стрелкового полка
- Ларионов, Алексей Алексеевич, гвардии капитан — командир стрелковой роты 12-го гвардейского стрелкового полка
- Макиенко, Алексей Филиппович, гвардии рядовой — пулемётчик 1-го стрелкового батальона 12-го гвардейского стрелкового полка
- Михайлюк, Александр Степанович, гвардии старший сержант — пулемётчик 12-го гвардейского стрелкового полка
- Набойченко, Пётр Порфирьевич, гвардии ефрейтор — пулемётчик 12 гвардейского стрелкового полка
- Нехаенко, Степан Яковлевич, гвардии старший лейтенант — командир 7-й роты 3-го стрелкового батальона 17-го гвардейского стрелкового полка
- Панкратов, Василий Никитович, гвардии старший лейтенант — заместитель по политической части командира 3-го батальона 17-го гвардейского стрелкового полка
- Петерс, Георгий Борисович, гвардии генерал-майор — командир дивизии
- Петров, Антон Васильевич, гвардии капитан — командир гаубичной батареи 24-го гвардейского артиллерийского полка
- Попов, Василий Иванович, гвардии сержант — командир стрелкового отделения 17-го гвардейского стрелкового полка
- Сайранов, Садык Уилданович, гвардии лейтенант — командир стрелкового взвода 2-го стрелкового батальона 12-го гвардейского стрелкового полка
- Соров, Иван Васильевич, гвардии младший сержант — заряжающий 82-мм миномёта 2-й миномётной роты 21-го гвардейского стрелкового полка
- Субботин, Юрий Константинович, гвардии капитан — командир 3-го дивизиона 24-го гвардейского артиллерийского полка
- Суворов, Александр Иванович, гвардии младший лейтенант — командир миномётного взвода 3-го стрелкового батальона 17-го гвардейского стрелкового полка
- Сыпало, Иван Миронович, гвардии старший лейтенант — командир стрелковой роты 12-го гвардейского стрелкового полка
- Титов, Николай Петрович, гвардии подполковник — командир 12-го гвардейского стрелкового полка
- Толкачёв, Василий Андреевич, гвардии лейтенант — командир 2-й стрелковой роты 12-го гвардейского стрелкового полка
- Устинов, Иван Макарович, гвардии майор — командир 21-го гвардейского стрелкового полка
- Фабричнов, Василий Васильевич, гвардии сержант — командир пулемётного расчёта 21-го гвардейского стрелкового полка
- Фефилов, Пётр Прокопьевич, гвардии старший лейтенант — командир 2-го стрелкового батальона 12-го гвардейского стрелкового полка
- Чугуевский, Леонид Захарович, гвардии капитан — заместитель командира 3-го батальона 17-го гвардейского стрелкового полка
- Шитиков, Иван Павлович, гвардии младший лейтенант — парторг 3-го батальона 17-го гвардейского стрелкового полка

## Память
- В честь дивизии назван город в Калининградской области Гвардейск.[32]
- В честь 21-го гвардейского полка дивизии в городе Рубцовск названа привокзальна площадь.[33]
- В школе № 48 города Барнаул создан музей боевой славы дивизии.[34]
- В школе-интернате № 3 города Барнаул создан музей боевой славы дивизии.[35]
- В средней школе № 1441 «Бронная слобода» города Москва открыт музей боевой славы дивизии.[36]
- В ГБОУ Школа № 2123 им. М. Эрнандеса в Москве открыта экспозиция музея Боевой славы 5 гвардейской стрелковой дивизии
- В музее боевой славы школы № 24 посёлка Кирова города Барнаул действует экспозиция посвящённая боевому пути дивизии[37]
- В Профессиональном училище № 33 города Барнаул открыт музей 17-го гвардейского стрелкового полка дивизии.[38]

## Галерея

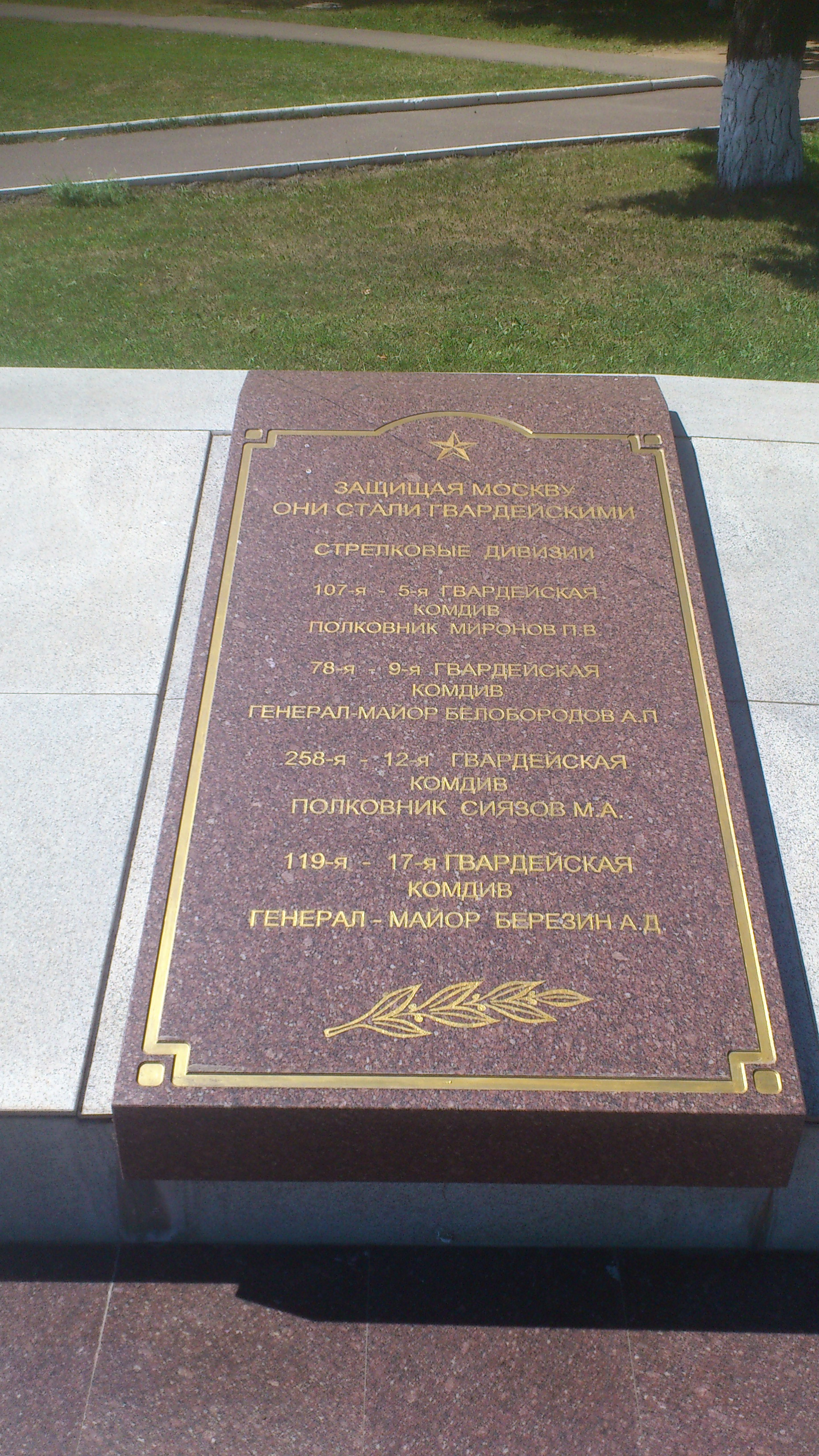
«Защищая Москву, они стали гвардейскими» — на плите мемориального комплекса «Воинам-сибирякам».
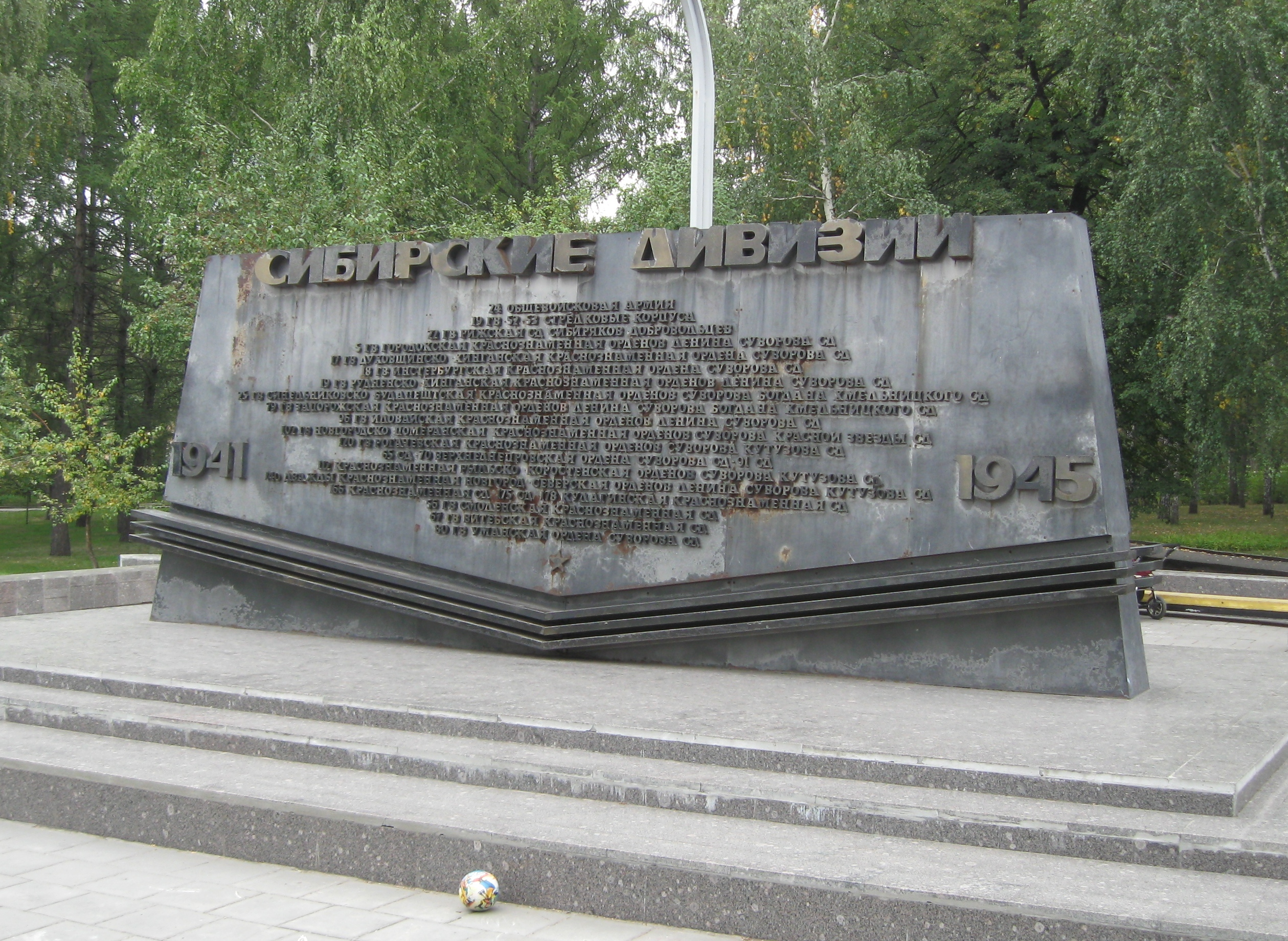
5-я гв. сд на монументе Славы в Новосибирске.
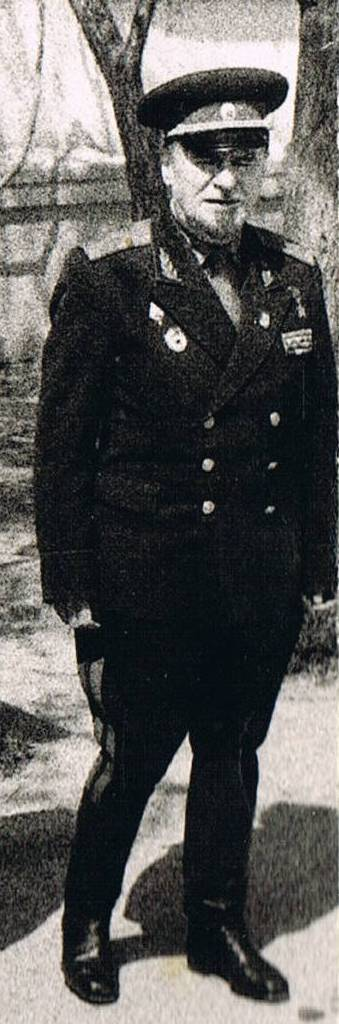
Генерал-майор Петерс Г. Б.
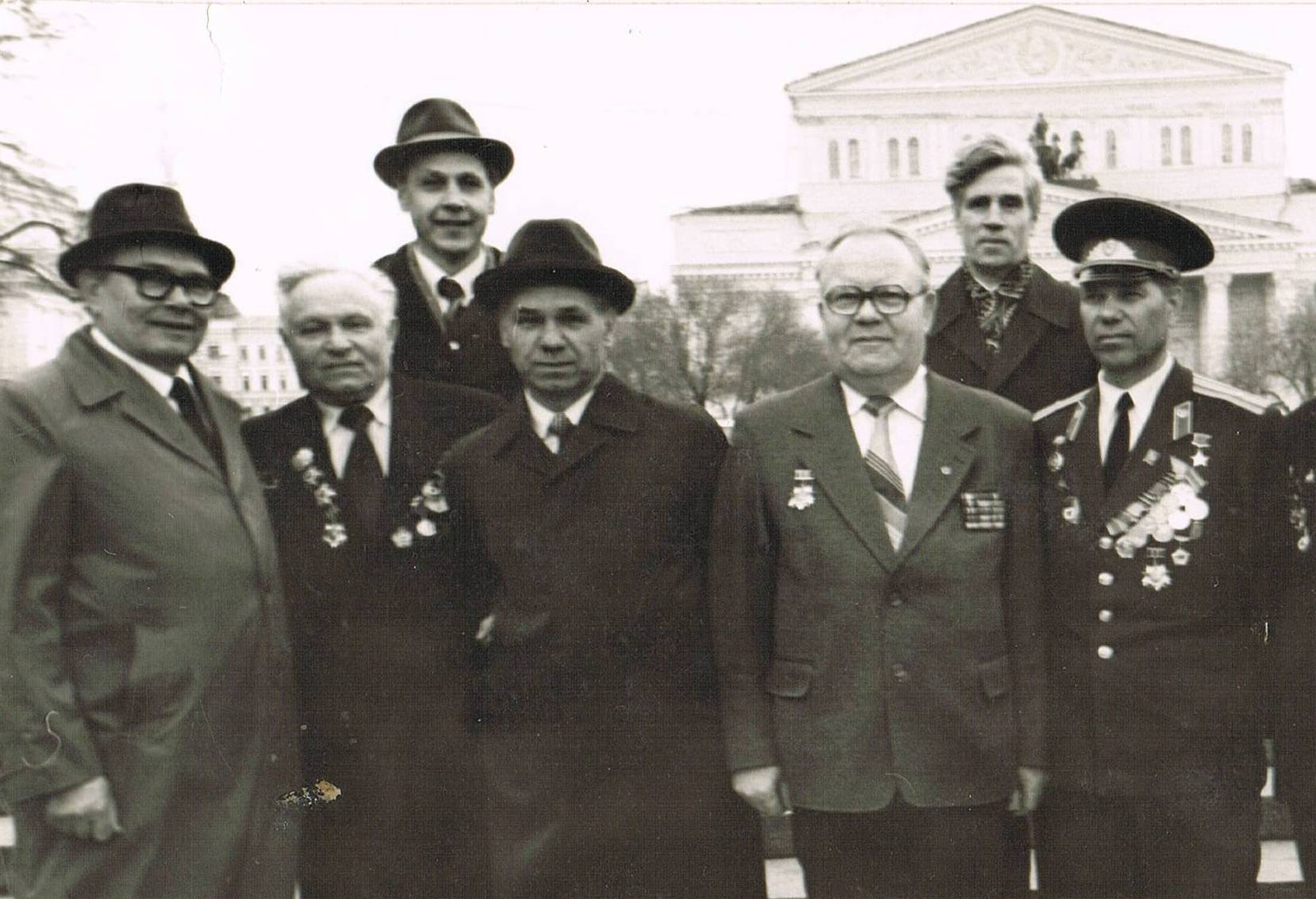
Ветераны СССР Москва. День Победы 1981.Командиры стрелковых батальонов 5-й гв. сд. 1945 года (слева) Зайцев, Лопата, Клюев, Дорофеев А. В. (с 1995 г. Герой России) и Герой Советского Союза Шитиков И. П.